# Семененківська сільська рада
| Семененківська сільська рада — орган місцевого самоврядування у Вільнянському районі Запорізької області з адміністративним центром у с. Семененкове. Історична дата утворення: в 1961 році. Територія Кіровської сільської ради розташована на північному сході Вільнянського району Запорізької області. Площа території — 6,84 тис. га. Кількість населення — 1200 чол. |

## Населені пункти
Сільській раді підпорядковані населені пункти:
- с. Семененкове
- с. Берестове
- с. Василівка
- с. Вівчарне
- с. Любомирівка
- с. Новоукраїнка
- с. Першозванівка
- с. Шевченкове

## Склад ради
Рада складається з 16 депутатів та голови.

### Керівний склад ради
| ПІБ                          | Основні відомості                                                         | Дата обрання | Дата звільнення |
| ---------------------------- | ------------------------------------------------------------------------- | ------------ | --------------- |
| Тонєв Григорій Іванович      | Сільський голова, 1951 року народження, освіта, член Партії регіонів      | 26.03.2006   | 17.04.2008      |
| Логвиненко Тетяна Вікторівна | Сільський голова, 1960 року народження, освіта, позапартійна              | 30.11.2008   | 31.10.2010      |
| Логвиненко Тетяна Дмитрівна  | Сільський голова, 1960 року народження, освіта вища, член Партії регіонів | 31.10.2010   |                 |

Примітка: таблиця складена за даними джерела